# 에나미촌 (효고현)
에나미촌(榎列村)은 효고현 미하라군에 설치되었던 촌이다. 현재의 미나미아와지시에 해당한다.

## 역사
- 1889년 4월 1일 - 정촌제 시행에 의해 3촌의 구역을 가지고 이치바촌이 성립하였다.
- 1955년 4월 3일 - 이치촌, 구마시로촌, 야기촌과 합병해 미하라정이 성립, 동일 에나미촌은 폐지되었다.

## 교통

### 철도
- 아와지 교통
  - 아와지 교통선

## 참고문헌
- 角川日本地名大辞典 28 兵庫県